# Visages oubliés
Pour plus de détails, voir Fiche technique et Distribution.
Visages oubliés (Πρόσωπα λησμονημένα (Prosopa lismoniména)) est un film grec réalisé par Yórgos Tzavéllas et sorti en 1946.
Le film fut un échec commercial et Tzavéllas le considère comme son plus mauvais film.

## Synopsis
Tony, un mauvais garçon (Giorgos Pappas) revient d'Amérique. Dans une boîte, il retrouve une ex-petite amie (Miranda Myrat). Elle avait quitté pour lui son mari et sa fille. Elle est devenue prostituée. Tony commence à s'intéresser à la fille (Ginette Lacage) de son ex, alors que la jeune fille s'apprête à épouser son fiancé (Lampros Konstantaras). Tony essaie de faire chanter le mari de son ex (Aimilios Veakis). Finalement, il est tué par celle-ci.

## Fiche technique
- Titre : Visages oubliés
- Titre original : Πρόσωπα λησμονημένα (Prosopa lismoniména)
- Réalisation : Yórgos Tzavéllas
- Scénario : Yórgos Tzavéllas
- Direction artistique :
- Décors :
- Costumes :
- Photographie : Prodromos Meravidis
- Son :
- Montage :
- Musique : Giorgos Mallidis
- Production :  Finos Film et Orion Ltd
- Pays d'origine :  Grèce
- Langue : grec
- Format :  Noir et blanc
- Genre : Mélodrame
- Durée : 84 minutes
- Dates de sortie : 8 avril 1946

## Distribution
- Miranta Myrat (en) : Maria (comme Miranta)
- Giorgos Pappas : Tonis
- Zinet Lakaz : Aliki
- Lámbros Konstandáras : Pavlos
- Athanasia Moustaka :
- Dimos Starenios :
- Aimilios Veakis (en) :
- Sotos Arvanis :
- Marika Filippidi :
- Julia Fragiadaki :
- Joly Garbi :
- Alekos Gonis :
- Stélla Gréka :
- Nasos Kedrakas : (comme Thanos Kedrakas)
- Giorgos Koukoulis :
- G. Longos :
- Eleni Mihalitsianou :
- Takis Saliaris :
- Koulis Stoligas :
- Yorgos Tzavellas :